# Riner
Riner è un comune spagnolo di 279 abitanti situato nella comunità autonoma della Catalogna.